# Pilosella officinarum
Lo  sparviere pelosetto (nome scientifico   Pilosella officinarum  Vaill.) è una specie di pianta angiosperma dicotiledone della famiglia delle Asteraceae.

## Etimologia
Il nome del genere (Pilosella) deriva dal latino "pilosus" (significa "peloso") e si riferisce all'aspetto piuttosto pubescente di queste piante.  L'epiteto specifico (officinarum = officinale) indica che si tratta di una pianta medicinale (o con presunte proprietà medicinali).

Il nome scientifico della pianta è stato definito per la prima volta dal botanico francese Sébastien Vaillant (1669-1722) nella pubblicazione ""Der Königliche Akademie der Wissenschaften in Paris Anatomische, Chymische und Botanische Abhandlungen - 5: 703. 1754" del 1754.

## Descrizione

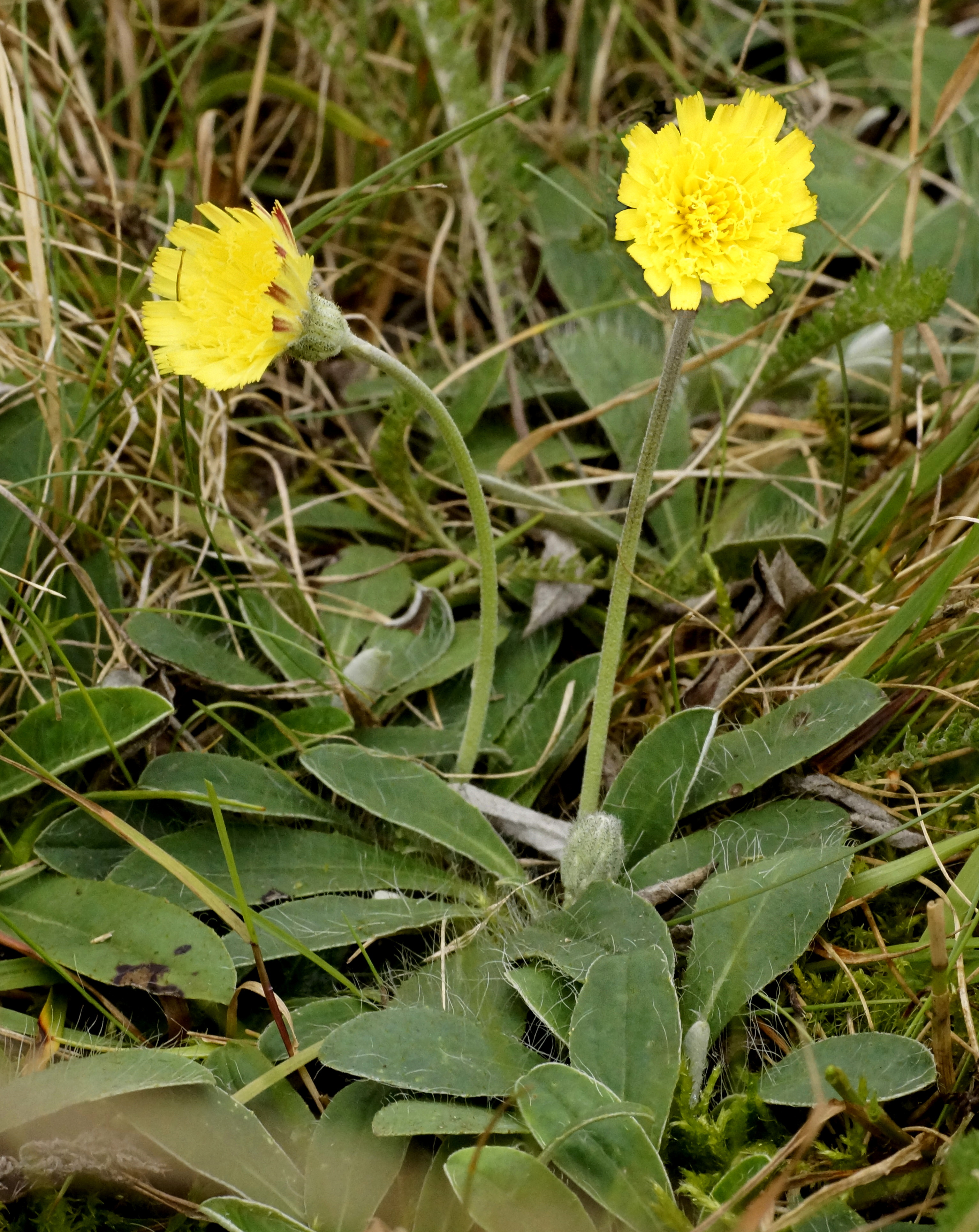
Il portamento

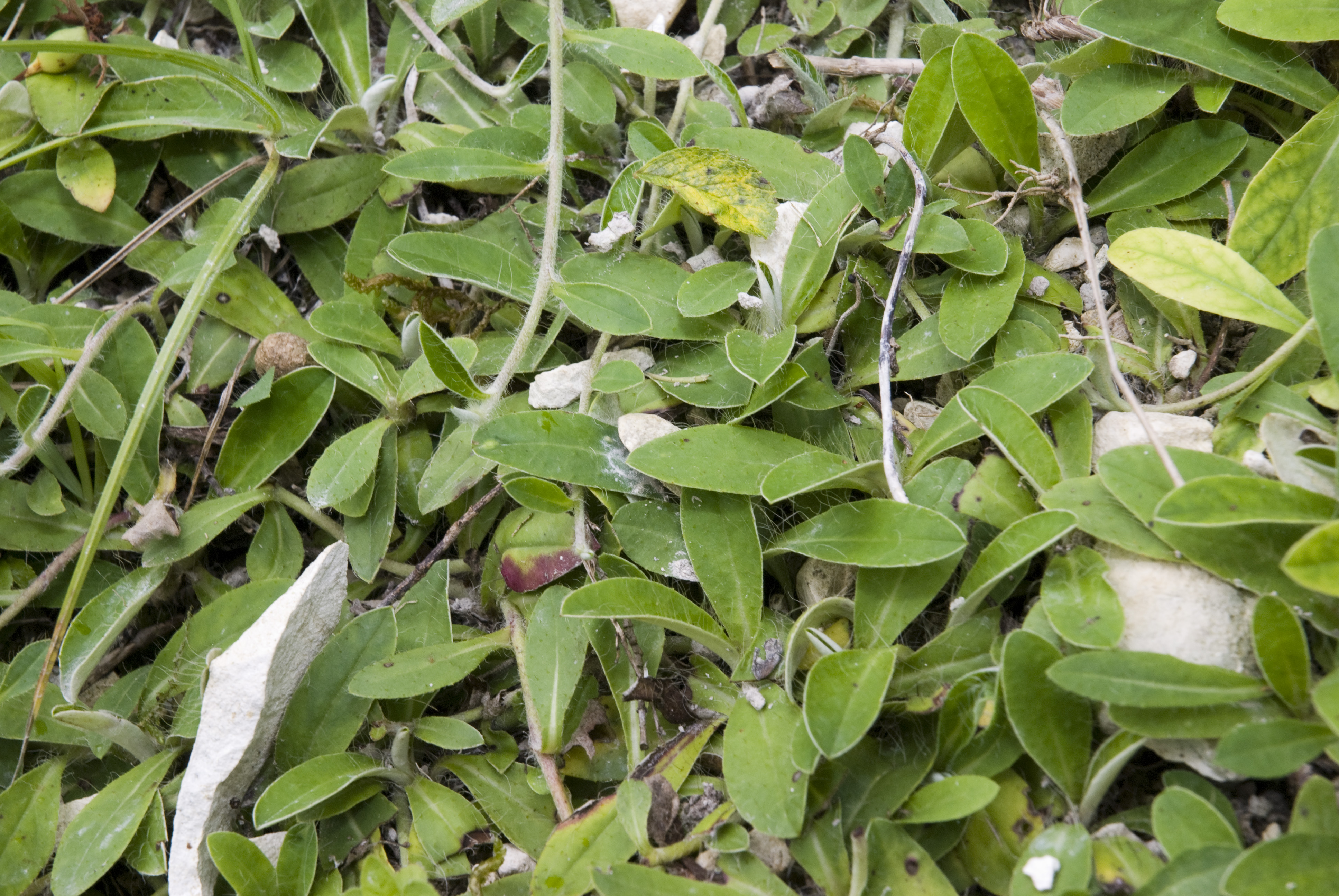
Le foglie basali

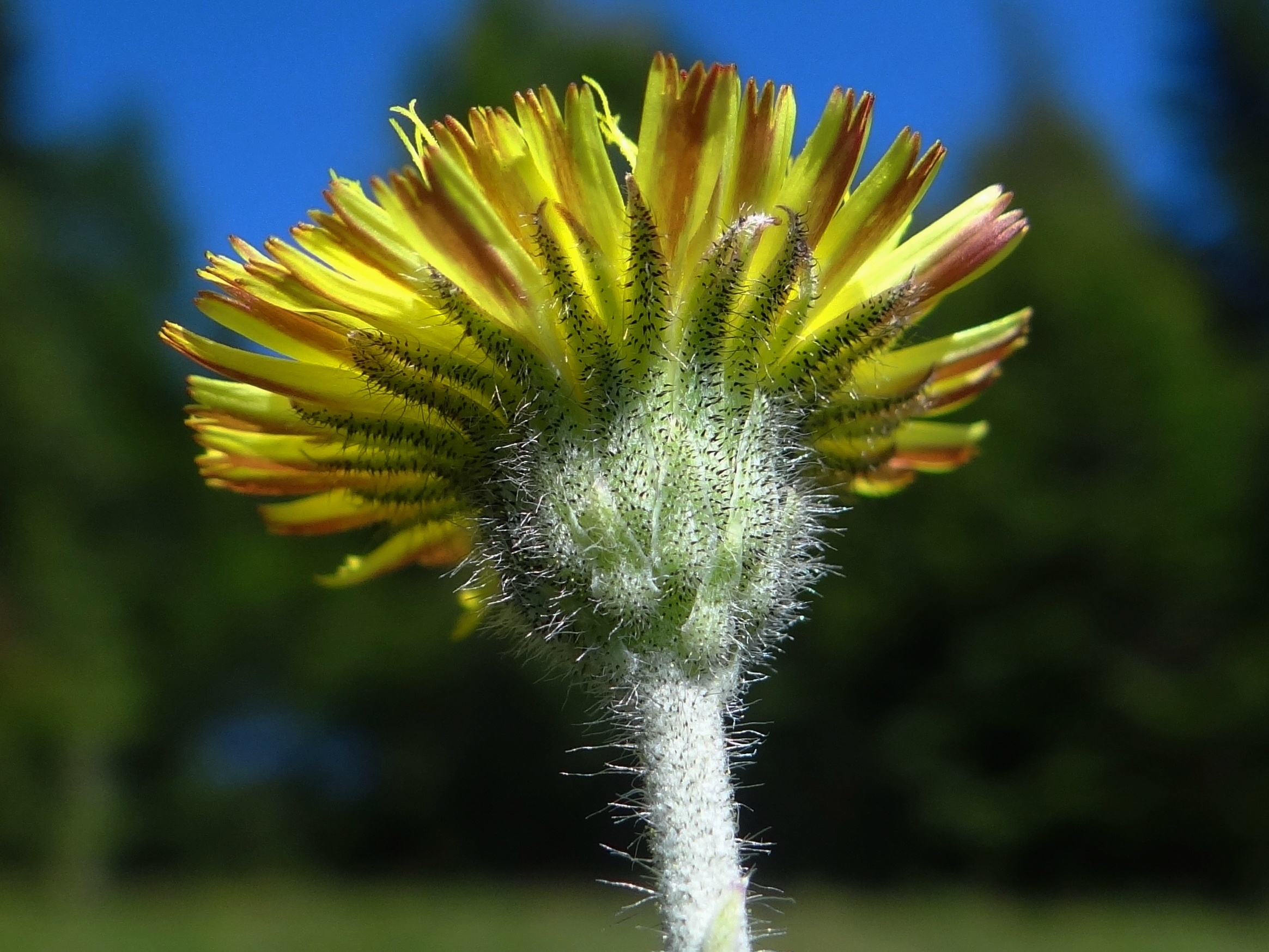
Il capolino

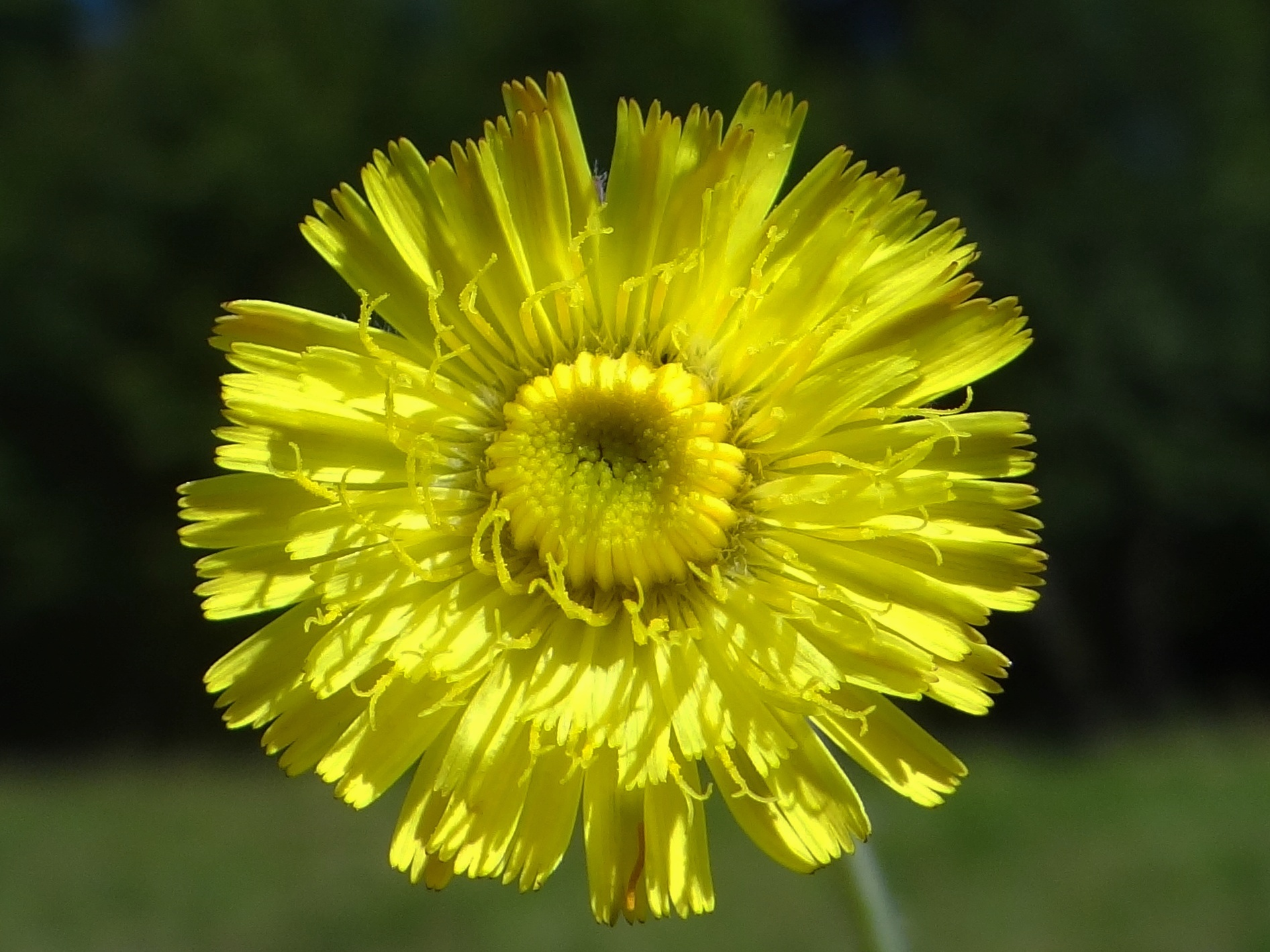
I fiori ligulati

Habitus. Queste piante possono raggiungere una altezza compresa tra 5 – 25 cm (massimo 40 cm). La forma biologica è emicriptofita rosulata (H ros), ossia in generale sono piante erbacee, a ciclo biologico perenne, con gemme svernanti al livello del suolo e protette dalla lettiera o dalla neve e hanno le foglie disposte a formare una rosetta basale. Sono inoltre provviste di lattice (i vasi latticiferi sono anastomizzati).
Radici. Le radici sono secondarie da rizoma.
Fusto. 
- Parte ipogea: la parte sotterranea consiste in un rizoma allungato con 3 - 5 stoloni epigei erbacei lunghi fino a 10 – 20 cm; il portamento degli stoloni è più o meno ascendente; sono fogliosi ma non possiedono radici. Diametro degli stoloni: 0,9 - 1,2; lunghezza degli internodi: 1 – 3 cm.
- Parte epigea: la parte aerea del fusto è eretta, semplice (monocefala - raramente è forcuta); la pubescenza è formata da setole e peli stellati, meno frequenti sono i peli ghiandolari.

Foglie. Le foglie, disposte in modo alternato, sono basali (5 - 8 foglie raccolte in una rosetta basale) con lamina a forma da strettamente lanceolata a obovata o oblanceolato-spatolata colorata di verde scuro nella parte superiore (per abbondanti setole) e bianco niveo (per densissimi peli stellati) nella parte inferiore. Le foglie degli stoloni sono grandi la metà o anche meno (1,5 – 3 cm); sono progressivamente ridotte ed hanno delle forme da lanceolate-obovate fino a lanceolate colorate di verde tenue. Quelle cauline (0 -2) con forme subulatiformi sono quasi inesistenti. Dimensione delle foglie: larghezza 1 cm; lunghezza 3 – 7 cm.
Infiorescenza. Le infiorescenze sono composte da un unico capolino piatto e peduncolato. La pubescenza del peduncolo è formata da setole e peli stellati, meno frequenti sono i peli ghiandolari. Il capolino è formato da un involucro, con forme da emisferiche fino ad cilindrico-ellissoidi, composto da brattee (o squame) disposte su una sola serie (mancano quelle esterne), all'interno delle quali un ricettacolo fa da base ai fiori tutti ligulati. Le squame dell'involucro, disposte lungo una spirale, hanno delle forme lineari (0,5 – 2 mm o meno di lunghezza) con apice acuto o acuminato e orli feltrosi o nudi; il colore è da grigio-verde a nerastro, raramente biancastro; la pubescenza è formata da setole e peli stellati, meno frequenti sono i peli ghiandolari. Il ricettacolo è nudo (ossia privo di pagliette a protezione della base dei fiori) con i margini degli alveoli dentati. Diametro del capolino: 1,5 - 2,5 cm. Lunghezza dell'involucro: 8 – 12 mm.
Fiori. I fiori sono tutti del tipo ligulato (il tipo tubuloso, i fiori del disco, presente nella maggioranza delle Asteraceae, qui è assente), sono tetra-ciclici (ossia sono presenti 4 verticilli: calice – corolla – androceo – gineceo) e pentameri (ogni verticillo ha 5 elementi). I fiori sono ermafroditi e zigomorfi.
- Formula fiorale:

*/x K {\displaystyle \infty }, [C (5), A (5)], G 2 (infero), achenio
- Calice: i sepali del calice sono ridotti ad una coroncina di squame.
- Corolla: le corolle sono formate da un tubo (alla base) e da una ligula terminante con 5 denti; il colore è giallo-intenso, a volte con striature rosse nella parte inferiore.
- Androceo: gli stami sono 5 con filamenti liberi e distinti, mentre le antere sono saldate in un manicotto (o tubo) circondante lo stilo.[17] Le antere sono codate e allungate con una appendice apicale acuta; i filamenti sono lisci. Il polline è tricolporato.[18]
- Gineceo: lo stilo è lungo, filiforme e peloso sul lato inferiore. Gli stigmi dello stilo sono due divergenti e ricurvi con la superficie stigmatica posizionata internamente (vicino alla base).[19] L'ovario è infero uniloculare formato da 2 carpelli.
- Antesi: da maggio a ottobre.

Frutti. I frutti sono degli acheni con pappo. Gli acheni, bruno-scuri o nerastri, a forma colonnare-obconica, sono ristretti alla base (e ingrossati all'apice), mentre la superficie (liscia o appena rugosa) è provvista di 10 coste terminati nella parte alta con un dentello. Il pappo è formato da setole semplici, color bianco sporco, disposte su una sola serie, tutte sottili e della stessa lunghezza. Lunghezza dell'achenio: 1,9 – 2,1 mm.

## Biologia
- Impollinazione: l'impollinazione avviene tramite insetti (impollinazione entomogama tramite farfalle diurne e notturne).
- Riproduzione: la fecondazione avviene fondamentalmente tramite l'impollinazione dei fiori (vedi sopra).
- Dispersione: i semi (gli acheni) cadendo a terra sono successivamente dispersi soprattutto da insetti tipo formiche (disseminazione mirmecoria). In questo tipo di piante avviene anche un altro tipo di dispersione: zoocoria. Infatti gli uncini delle brattee dell'involucro (se presenti) si agganciano ai peli degli animali di passaggio disperdendo così anche su lunghe distanze i semi della pianta.

## Distribuzione e habitat

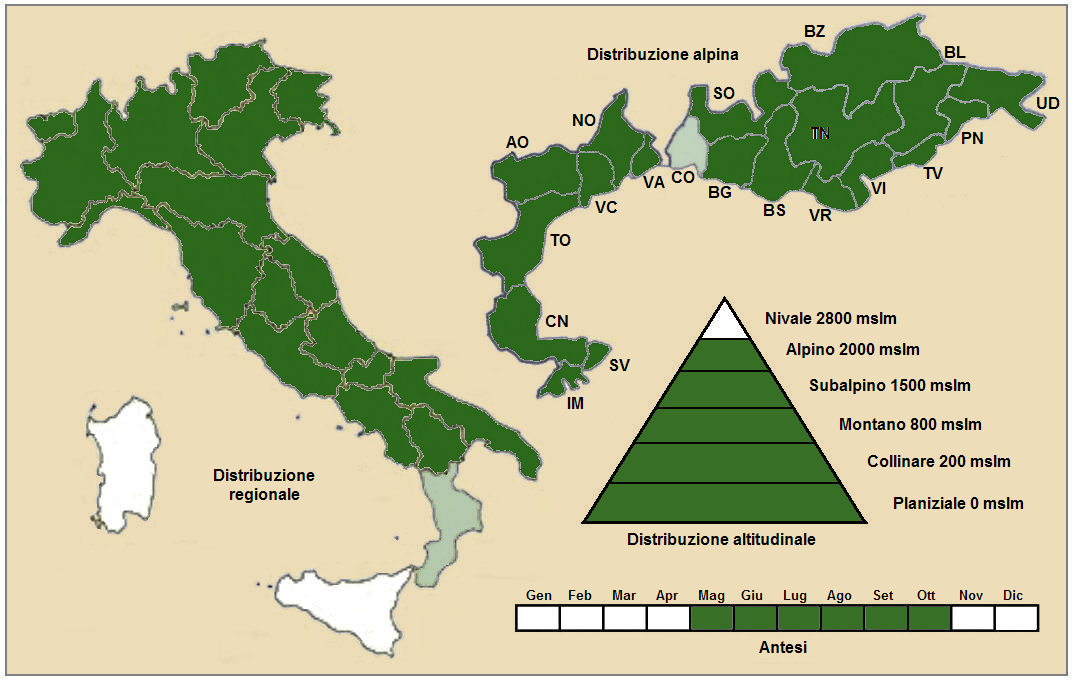
Distribuzione della pianta
(Distribuzione regionale – Distribuzione alpina)

Geoelemento: il tipo corologico (area di origine) è Europeo - Caucasico (Subatlantico) o anche Eurosiberiano.
Distribuzione: in Italia è comune su tutto il territorio, compreso l'arco alpino e escluse le isole. Sui vari rilievi collegati alle Alpi si trova nei Vosgi, Massiccio del Giura, Massiccio Centrale, Pirenei, Monti Balcani e Carpazi.
Habitat: l'habitat tipico per queste piante sono i prati aridi, le brughiere e i pendii sassosi; ma anche gli ambienti ruderali, le zone in vicinanza di corsi d'acqua, gli affioramenti rocciosi e le cave, le pinete e i gineprai. Il substrato preferito è sia calcareo che siliceo con pH neutro, bassi valori nutrizionali del terreno che deve essere secco.
Distribuzione altitudinale: sui rilievi queste piante si possono trovare fino a 2.300 m s.l.m. (massimo 3.000 m s.l.m.); frequentano quindi i seguenti piani vegetazionali: collinare, montano, subalpino e alpino (oltre a quello planiziale – a livello del mare).

### Fitosociologia

#### Areale alpino
Dal punto di vista fitosociologico alpino questa specie appartiene alla seguente comunità vegetale:
Formazione: delle comunità a emicriptofite e camefite delle praterie rase magre secche
Classe: Festuco-Brometea

#### Areale italiano
Per l'areale completo italiano Pilosella officinarum appartiene alla seguente comunità vegetale:
Macrotipologia: vegetazione delle praterie
Classe: Koelerio glaucae-Corynephoretea canescentis Klika in Klika & V. Novák, 1941
Ordine: Corynephoretalia canescentis Klika, 1934
Alleanza: Corynephorion canescentis Klika, 1931
Descrizione. L'alleanza Corynephorion canescentis è relativa a comunità costituite da specie perenni che si sviluppano su sabbie acide o decarbonatate nelle aree interne. Queste comunità si presentano in modo discontinuo nelle praterie aride, ricche di licheni o dune sabbiose interne di origini fluviale. La distribuzione di questa cenosi si sviluppa dalla Francia, alla Germania fino all'Ucraina, compresa l'Inghilterra orientale. In Italia queste comunità sono rare e si rinvengono al Nord lungo i corsi medi dei fiumi.
Specie presenti nell'associazione: Agrostis capillaris, Corynephorus canescens, Cladonia fogliacea, Cladonia furcata, Cladonia pixidata, Cladonia portentosa, Cetraria aculeata, Rumex acetosella, Thymus serpyllum, Hypochaeris radicata, Jasione montana, Filago minima, Pilosella officinarum, Spergula morisonii, Teesdalia nudicaulis, Arabidopsis thaliana, Spergula morisonii, Teesdalia nudicaulis e Koeleria glauca.

## Tassonomia
La famiglia di appartenenza di questa voce (Asteraceae o Compositae, nomen conservandum) probabilmente originaria del Sud America, è la più numerosa del mondo vegetale, comprende oltre 23.000 specie distribuite su 1.535 generi, oppure 22.750 specie e 1.530 generi secondo altre fonti (una delle checklist più aggiornata elenca fino a 1.679 generi). La famiglia attualmente (2021) è divisa in 16 sottofamiglie.
Il basionimo per questa specie è: Hieracium pilosella L..

### Filogenesi
Il genere di questa voce appartiene alla sottotribù Hieraciinae della tribù Cichorieae (unica tribù della sottofamiglia Cichorioideae). In base ai dati filogenetici la sottofamiglia Cichorioideae è il terz'ultimo gruppo che si è separato dal nucleo delle Asteraceae (gli ultimi due sono Corymbioideae e Asteroideae). La sottotribù Hieraciinae fa parte del "quinto" clade della tribù; in questo clade è posizionata alla base ed è "sorella" al resto del gruppo comprendente, tra le altre, le sottotribù Microseridinae e Cichoriinae. Il nucleo della sottotribù Hieraciinae è l'alleanza Hieracium - Pilosella (comprendenti la quasi totalità delle specie della sottotribù - oltre 3000 specie) e formano (insieme ad altri generi minori) un "gruppo fratello". Alcuni Autori includono in questo gruppo anche i generi Hispidella e Andryala.
I caratteri distintivi per il genere Pilosella sono:
- tutta la piante è densamente pelosa;
- gli acheni hanno 10 coste longitudinali.

Classificazione del genere. Il genere Pilosella è un genere di difficile classificazione in quanto molte specie tendono ad ibridarsi e molto spesso tra una specie e un'altra è presente un "continuam" di caratteri e quindi sono difficilmente separabili. Qui in particolare viene seguita la suddivisione in sezioni del materiale botanico così come sono elencate nell'ultima versione della "Flora d'Italia".
La specie di questa voce è descritta all'interno della VIII sezione Pilosella sect. Pilosella, i cui caratteri principali sono:
- lo scapo in genere è afillo (senza foglie) monocefalo e lungo da 10 a 20 cm;
- gli stoloni sono assenti o molto brevi o epigei allungati;
- la faccia superiore delle foglie è verde, quella inferiore è bianco-tomentosa.

La specie  P. officinarum  è invece individuata dai seguenti ulteriori caratteri:
- gli stoloni sono lunghi 10 - 20 cm, sia sottili (0,7 mm di diametro) che grossi (2 mm di diametro);
- l'involucro ha una dimensione di 9 - 11 mm;
- le brattee dell'involucro hanno un apice da subacuto fino ad acuto.

L'indumentum è uno degli elementi più importanti per distinguere le varie specie.  P. officinarum è caratterizzata dalla seguente pubescenza:
| Tipo peli        | Stoloni                                                                 | Caule | Foglie                                                                                                   | Brattee involucrali                                                                     |
| ---------------- | ----------------------------------------------------------------------- | --- | --- | --------------------------------------------------------------------------------------- |
| Peli semplici    | Da sparsi a densi                                                       | Da assenti a densi, lunghi 1 – 3 mm, bianchi e sericei (nella parte bassa del caule) o nerastri (in alto nel caule) | Pagina superiore: assenti o (ai lati) da sparsi a densi, lunghi 3 – 5 mm, molli; pagina inferiore: densi | Da assenti a densi, lunghi 1 – 3 mm, molli, nerastri in basso e bianchi o grigi in alto |
| Peli ghiandolari | Assenti                                                                 | Parte alta del caule: da sparsi a densi                                                                             | Assenti                                                                                                  | Da assenti a densi                                                                      |
| Peli stellati    | Da densi a molto densi e densissimi sulla pagina inferiori delle foglie | Da sparsi a densi (in basso), abbondantissimi (in alto)                                                             | Da densi a molto abbondanti sulla pagina inferiore (bianco-feltrosa)                                     | Densi (ai margini spesso assenti)                                                       |

Sottospecie. La specie di questa voce è altamente variabile. Alcuni Autori descrivono fino a 600 sottospecie (scarsamente valide da un punto di vista tassonomico), delle quali 60 si trovano in Italia.
Il numero cromosomico di   P. officinarum è: 2n = 2n = 18, 27, 36, 45, 54, 63, 72, 81 e 90 (specie diploidi, triploidi, tetraploidi, pentaploidi, hexaploidi... decaploidi).

## Specie simili
Nella "Flora d'Italia" nella stessa sezione di questa voce (Pilosella sect. Pilosella) sono indicate le seguenti altre specie, più o meno simili a quelle di questa voce:
- Pilosella velutina   (Hegetschw.) F.W.Schultz & Sch.Bip., 1862: la parte superiore delle foglie è ricoperta da fitti peli stelati grigio-verdi quasi bianchi (gli altri caratteri sono simili alla specie P. officinarum).
- Pilosella saussureoides   Arv.-Touv.: gli stoloni sono filiformi, pallidi e con diametri di 0,7 – 1 mm con foglie apicali di tipo lineare o squamiforme; il diametro dell'involucro è di 8 – 9 mm; i peli semplici sulle brattee involucrali sono densi, lunghi 1 - 1,5 mm, molli, sericei e bianchi; i peli ghiandolari sulle brattee involucrali sono assenti.
- Pilosella subtardans (Nägeli & Peter) Soják, 1971: i caratteri sono intermedi tra la specie P. officinarum e la specie P. saussureoides.
- Pilosella amphipolia (Nägeli & Peter) Gottschl., 2010: i caratteri sono intermedi tra la specie P. velutina e la specie P. saussureoides.
- Pilosella pseudopilosella (Ten.) Soják, 1971: gli stoloni hanno diametri sottili (0,8 - 1,2 mm); le brattee involucrali sono colorate di verde-tenue e sono scolorite sui margini; le brattee involucrali sono ricoperte interamente da abbondantissimi peli semplici, lunghi 2 – 3 mm, a consistenza da sericea a molle e colorati da grigio fino a grigio-nero, mentre i peli ghiandolosi sono assenti (o sparsi).
- Pilosella hoppeana (Schult.) F.W.Schultz & Sch.Bip., 1862: gli stoloni sono brevissimi; le brattee involucrali sono colorate di verde-tenue tendente al grigio-chiaro, sono subappressate, con forme strettamente ovate e apici arrotondati; le brattee involucrali sono ricoperta da peli ghiandolari con peduncoli basali molto grandi e nerastri.
- Pilosella leucopsilon (Arv.-Touv.) Gottschl., 2011: gli stoloni sono molto brevi (1 – 3 cm); le brattee involucrali sono colorate di verde-tenue per peli semplici e ghiandolari, sono embricate, appressate con forme strettamente ovato-lanceolate e apice da arrotondato (brattee esterne) fino ad ottuso (quelle interne).
- Pilosella hypeurya (Peter) Soják, 1971: i caratteri sono intermedi tra la specie P. officinarum e la specie P. hoppeana.
- Pilosella fainensis Gottschl., 2010: i caratteri sono intermedi tra la specie P. velutina e la specie P. hoppeana.
- Pilosella peleteriana  (Mérat) F.W.Schultz & Sch.Bip., 1862: gli stoloni sono brevi (1 – 3 cm), più o meno ingrossati (1,4 – 2 mm di diametro); le brattee involucrali sono colorate di verde-tenue, sono appressate, con forme ovate (alla base) e quindi lungamente acuminate con apice arrossato.
- Pilosella longisquama (Peter) Holub, 1977: i caratteri sono intermedi tra la specie P. officinarum e la specie P. peleteriana.
- Pilosella macristolona (Nägeli & Peter) Gottschl., 2010: i caratteri sono intermedi tra la specie P. velutina e la specie P. peleteriana.
- Pilosella portae (Willk. ex T.Durand & B.D.Jacks.) Mateo & Greuter, 2007: i caratteri sono intermedi tra la specie P. saussureoides e la specie P. peleteriana.

## Usi
Secondo la medicina popolare questa pianta ha le seguenti proprietà medicamentose:
- astringente (limita la secrezione dei liquidi);
- colagoga (facilita la secrezione biliare verso l'intestino);
- diaforetica (agevola la traspirazione cutanea);
- diuretica (facilita il rilascio dell'urina);
- espettorante (favorisce l'espulsione delle secrezioni bronchiali);
- tonica (rafforza l'organismo in generale).